# Prot i January
Prot i January (zm. ok. 303 w Porto Torres) – święci Kościoła katolickiego, męczennicy.
Obaj mieli otrzymać chrzest z rąk papieża Kajusa. Prot był kapłanem, zaś January diakonem. Obaj byli preceptorami św. Gawina. Martyrologium Hieronimiańskie (łac. Martyrologium Hieronymianum) wyznacza datę ich męczeństwa na 25 października. Kult Prota i Januarego był szczególnie żywy na Sardynii w XVI wieku.